# Odontomyia excocta
Odontomyia excocta är en tvåvingeart som beskrevs av Walker 1851. Odontomyia excocta ingår i släktet Odontomyia och familjen vapenflugor. Inga underarter finns listade i Catalogue of Life.